# Baritèrids
Els baritèrids (Barytheriidae) són una família extinta de proboscidis que visqueren entre l'Eocè i l'Oligocè inferior al nord d'Àfrica i la península Aràbiga. Se n'han trobat restes a Egipte, Líbia, Oman i el Sàhara Occidental. Pesaven entre 200 i 3.600 kg. El seu aspecte recordava els hipopòtams. Eren bilofodonts i presentaven dos ullals curts a l'extrem de la mandíbula.